# Grande astrance
Astrantia major
Espèce
La Grande astrance, encore appelée Grande radiaire (Astrantia major), est une espèce de plantes à fleurs de la famille des Apiaceae (Ombellifères). C'est une plante herbacée vivace trouvée en Europe.

## Description

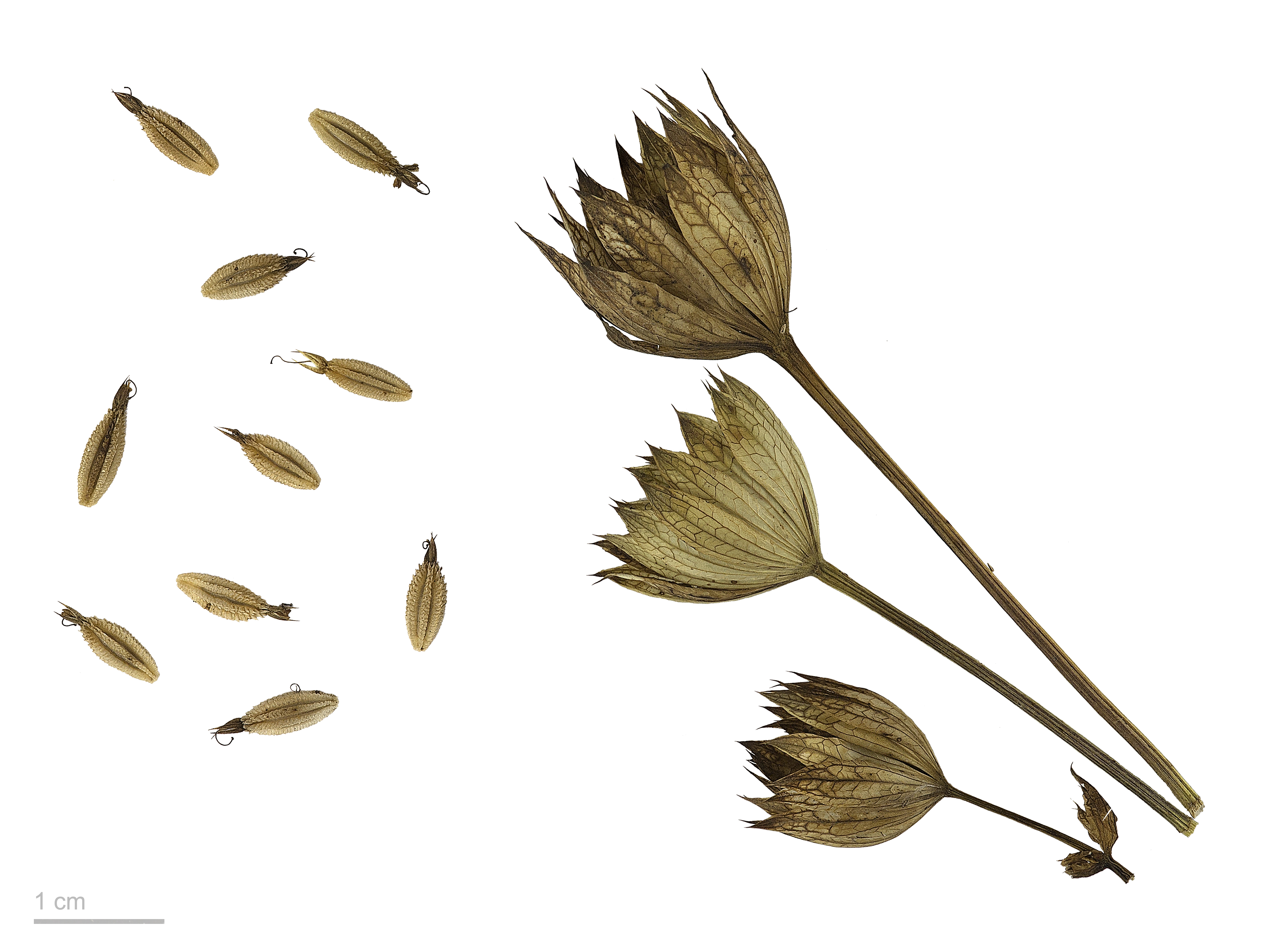
Astrantia major au muséum de Toulouse.

Plante glabre, haute de 30 à 90 cm, à tige dressée, simple ou à rameaux opposés, portant des feuilles luisantes palmatipartites. Les fleurs blanches ou rosées, réunies en ombelles simples, sont portées par des pédicelles fins et allongés.

## Caractéristiques
- Organes reproducteurs :
  - Type d'inflorescence : ombelle

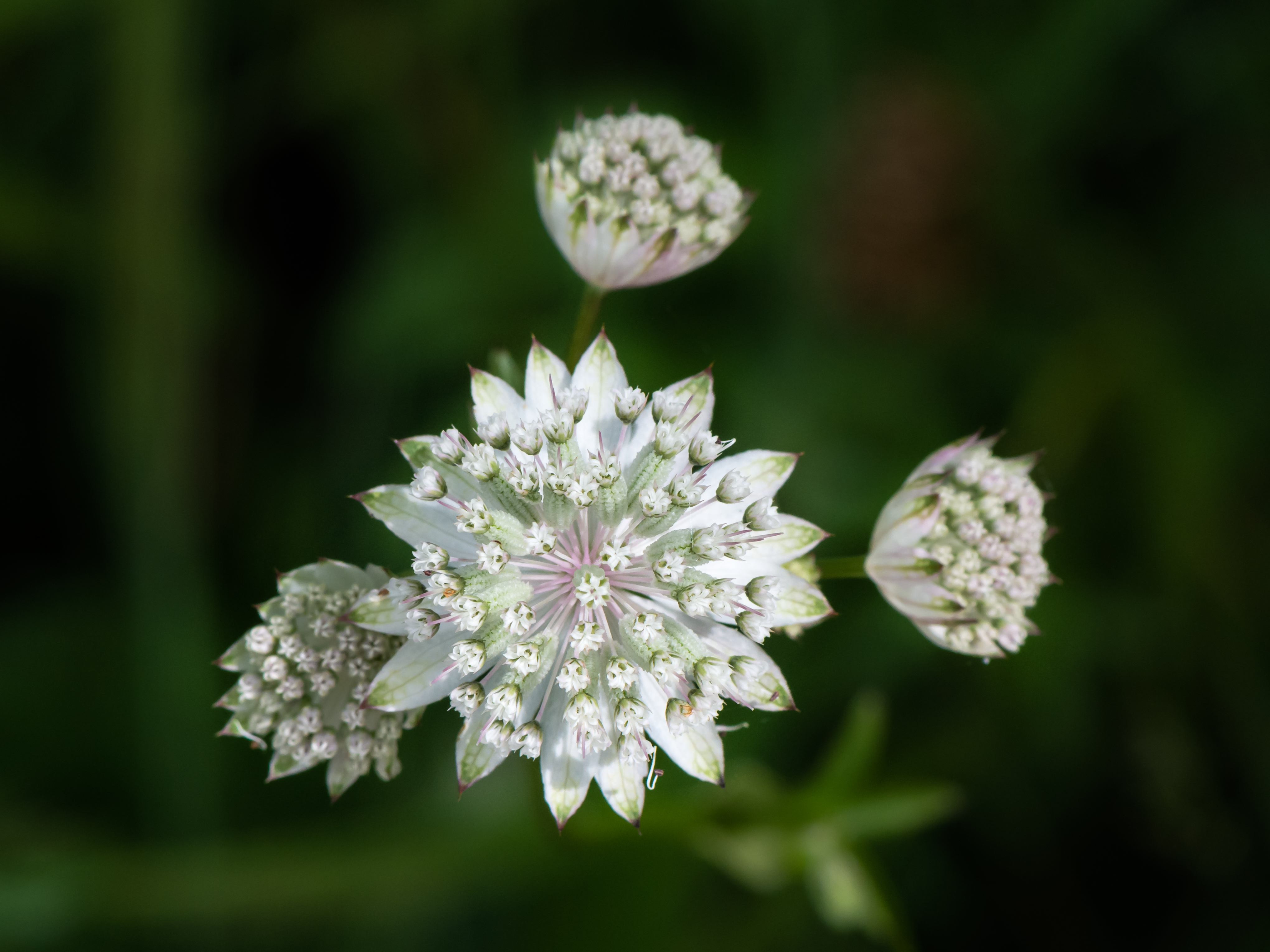
Inflorescences dAstrantia major.

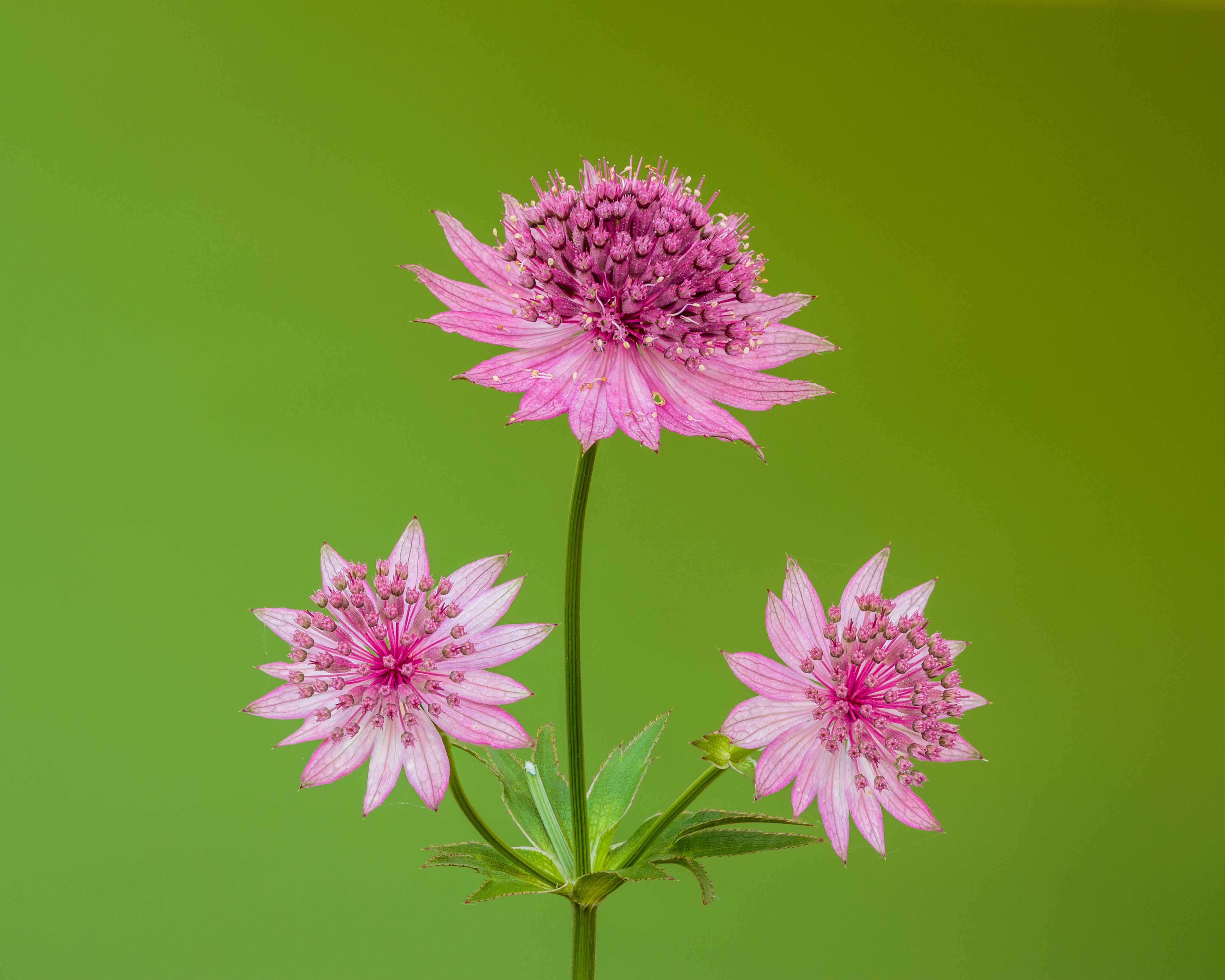
Autre inflorescence de Grande astrance.

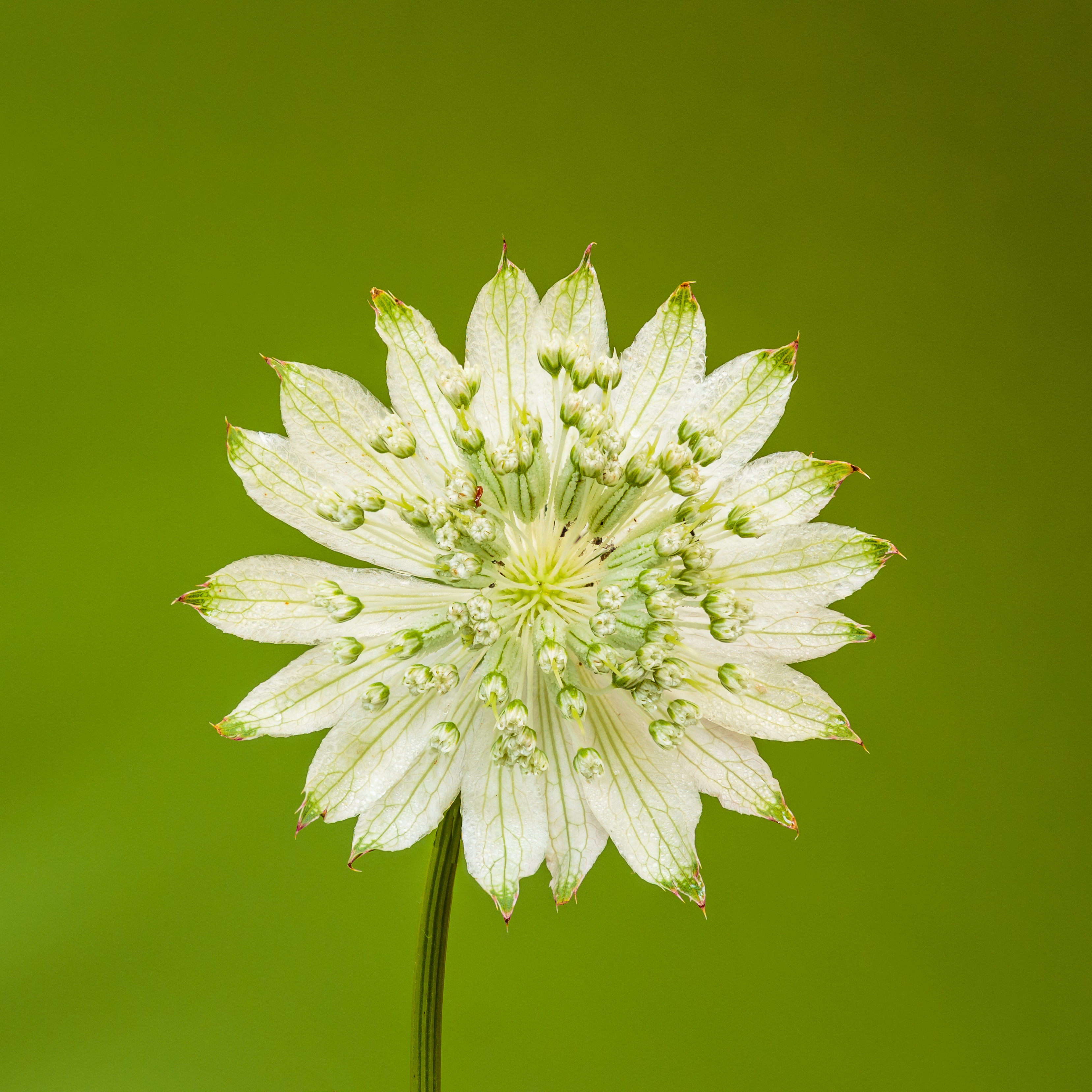
Autre inflorescence de Grande astrance.

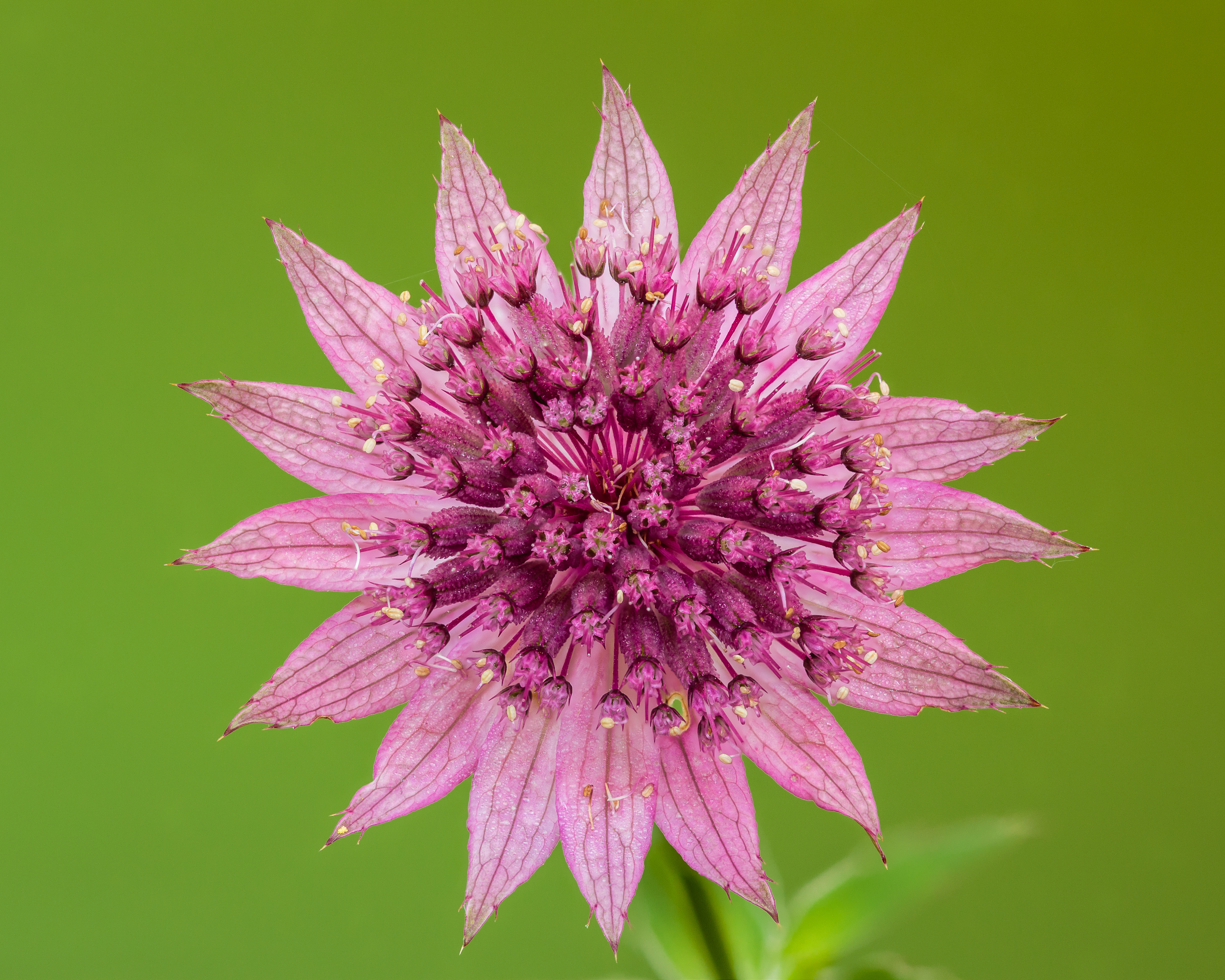
Fleur dAstrantia major 'Roma'. Son diamètre est d'environ 38 mm.

  - Répartition des sexes : androdioïque
  - Type de pollinisation : entomogame, anémogame
  - Période de floraison : juin à septembre
- Graine :
  - Type de fruit : akène
  - Mode de dissémination : épizoochore

## Habitat et répartition
Espèce de demi-ombre, hygrosciaphile, oligotrophiles, neutrocline à large amplitude.
Phytosociologie: mégaphorbiaies (Adenostylion alliariae) subalpines à montagnardes, forêts ripicoles occidentales, hêtraies-sapinières (Abieti-fagenalia)
Aire de répartition : orophyte sud-européen ; Jura, Alpes, Massif central, Cévennes, Corbières, Pyrénées.
Données d'après : Julve, Ph., 1998 ff. - Baseflor. Index botanique, écologique et chronologique de la flore de France. Version : 23 avril 2004. 

## Statut
Cette espèce est protégée en France dans le Limousin (article 1). Elle est protégée en Andorre.